# کتاب‌فروشی مستقل

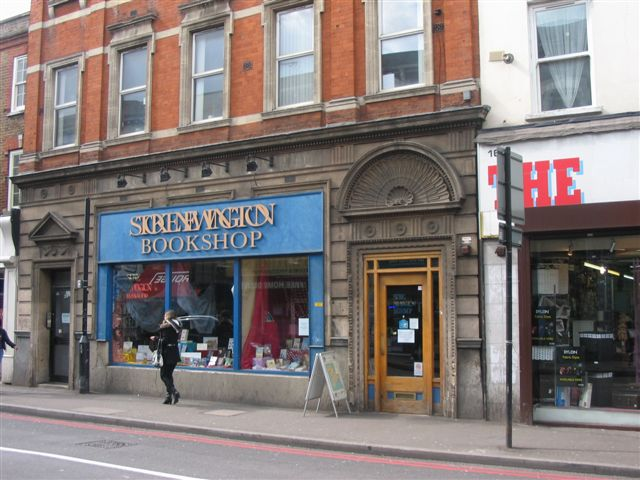
یک کتاب‌فروشی مستقل

یک کتاب‌فروشی مستقل یک کتاب‌فروشی خرده‌فروشی است که به طور مستقل اداره می‌شود. معمولاً، فروشگاه‌های مستقل تنها از یک فروشگاه واقعی تشکیل شده‌اند (اگر چه برخی از آن‌ها چند فروشگاه وجود دارند). فروشگاه‌های مستقل را می‌توان در برابر فروشگاه‌های زنجیره‌ای، که بسیاری از نقاط و توسط شرکت‌های بزرگ که اغلب بخش‌های دیگری علاوه بر کتاب‌فروشی دارند دانست.